# New Harmony (Utah)
New Harmony è una città degli Stati Uniti d'America, situata nello Stato dello Utah, nella Contea di Washington.